# Bridelia finalis
Bridelia finalis är en emblikaväxtart som beskrevs av Paul Irwin Forster. Bridelia finalis ingår i släktet Bridelia och familjen emblikaväxter. Inga underarter finns listade i Catalogue of Life.